# Fritz Friedmann-Frederich
Fritz Friedmann-Frederich, gebürtig Fritz Alfred Friedmann (* 13. März 1883 in Berlin; † 16. März 1934 in Prag) war ein deutscher Dramatiker, Drehbuchautor, Librettist, Regisseur und Theaterdirektor. Seine Lustspiele wurden zu seinen Lebzeiten viel gespielt, aber mit der Machtübernahme der Nationalsozialisten 1933 verboten.

## Leben
Friedmann-Frederichs Vater Heinrich war Direktor der Brauerei Königsstadt, sein Bruder Curt (* 31. Juli 1879) war unter dem Namen Kurt Frederich ein erfolgreicher Operntenor und Unternehmer. Er leitete als Vorstand die Werbekunstfilm AG und die Film- und Bildreklame AG. Bei beiden Firmen war sein Bruder Fritz Mitglied des Aufsichtsrats. 
Fritz Friedmann-Frederich besuchte das Friedrichwerdersche Gymnasium in Berlin und studierte anschließend in Berlin und Zürich. Nach der Promotion zum Dr. phil. wurde er Regisseur am Berliner Schillertheater; hier feierte er auch erste Erfolge mit Lustspielen. Bereits mit 15 Jahren hatte er sein erstes Stück geschrieben, das vier Jahre später am Thalia-Theater aufgeführt wurde. Zwischen 1911 und 1915 arbeitete er als Dramaturg für den  Theaterverlag Eduard Bloch in Berlin. Anschließend war er vier Jahre lang Oberregisseur am Kleinen Theater Berlin. Im April 1918 wurde er von Paul Davidson als Geschäftsführer für seine Firma Palast-Theatergesellschaft mbH engagiert. 1919 wurde er künstlerischer Leiter und Oberregisseur des Metropol-Theaters, das er 1928 als Direktor übernahm. Gleichzeitig übernahm er das Kleine Theater als Lustspieltheater.
Zu Friedmann-Frederichs großen und auch internationalen Erfolgen zählen heute vergessene Stücke wie Familienkind, Mein Vetter Eduard, Clubleute und Der Dickkopf. Als Regisseur war er für seine Zusammenarbeit mit zeitgenössischen Stars wie Claire Dux, Fritzi Massary, Max Adalbert, Adele Sandrock, Max Landa, Käthe Dorsch und Richard Tauber bekannt. Von ihm entdeckt und gefördert wurden Max Hansen und Siegfried Arno. Er arbeitete auch für den Film als Drehbuchautor und Regisseur und schrieb Libretti wie für die Operette New York – Berlin mit der Musik von Rudolf Nelson. Er war Träger des „Ordens für Kunst und Wissenschaft“.
Im Mai und Juni 1933 inszenierte er im Corso-Theater Zürich „Der Dickkopf“ und „Der Schlafwagen-Kontrolleur“. Als Jude emigrierte Friedmann-Frederich 1933 nach Prag. Hier führte er Regie bei Gastauftritten des Deutschen Theaters in Prag. 1935 wurde er noch postum aus der Reichsschrifttumskammer ausgeschlossen.

## Werke (Auswahl)
- Mit Heinrich Stobitzer: Reiterattacke! Lustspiel in drei Aufzügen. Entsch, Berlin 1907.
- Mit Heinrich Stobitzer: Fräulein Mama. Lustspiel in drei Akten. Bloch, Berlin o. J. (ca. 1909).
- Meyers. Schwank in drei Aufzügen. Mit 2 Dekorationsplänen. (= Universal-Bibliothek 5329, ZDB-ID 134899-1). Reclam, Leipzig 1910 OCLC 634687472
- Das Familienkind. Schwank in drei Aufzügen. Bloch, Berlin 1911. Reclam, Leipzig, 1912 OCLC 72730298
- Die Vergnügungsreise. Ein Reiseschwank in drei Stationen.(Vier Bildern) Bloch, Berlin 1911. Vaudeville-Posse in 4 Stationen von Fritz Friedmann-Frederich. Gesangstexte von Louis Taufstein. Musik von Fritz Lehner, Migron-Verlag Hug, Berlin-Schöneberg, Leipzig OCLC 753665614 OCLC 72730299
- Gemütsmenschen! Schwank in drei Akten. Bloch, Berlin 1912. OCLC 845873174
- Die weisse Weste … Lustspiel in drei Akten. Theater-Verlag, Berlin 1913.
- Logierbesuch. Schwank in 3 Akten. Karczag, Wien u. a. 1914. OCLC 1059130809
- Clubleute. Lustspiel in 3 Akten. Drei Masken-Verlag, Berlin u. a. 1917.
- Mit Adolf Glaßbrenner: ‚Nante‘. 4 Bilder aus dem alten Berlin nach Adolf Glassbrenner frei bearbeitet. Drei Masken-Verlag, Berlin u. a. 1918.
- Der Stralauer Fischzug. 6 Bilder aus dem alten Berlin nach Julius von Voss und Adolf Glassbrenner. Musik nach Motiven zeitgenössischer Meister zusammengestellt von Bogumil Zepler. Drei Masken-Verlag, Berlin u. a. 1918. OCLC 1304488125
- Mit Robert Bodanzky: New York – Berlin. Ausstattungs-Operette. Musik von Rudolph Nelson. Drei Masken-Verlag, Berlin u. a. 1922.
- Die Luxuskabine. Ein spiel auf den wellen in drei akten. Ahn & Simrock g.m.b.h, Berlin 1926.
- Mit Richard Rillo: Die Hotelratte. 3 Akte aus dem Eheleben einer kleinen französischen Stadt. Musik von Walter Bromme mit einer Einlage von Gerard Jacobson. Rondo-Verlag, Berlin 1927.
- Mit August Neidhardt: Die Straßensängerin. Operette in drei Teilen (= Sendespiele. Eine periodisch erschienene Folge wortgetreuer Textbücher zu den Sende-Spielen der Funk-Stunde Berlin. 3, 47, ZDB-ID 847059-5). Musik von Leo Fall. Für den Rundfunk eingerichtet von Cornelis Bronsgeest. Verlag Funk-Dienst, Berlin 1927.
- Der Dickkopf … Lustspiel in 3 Akten. Bloch, Berlin-Wilmersdorf 1928.
- Mein Vetter Eduard. Schwank in 3 Akten. Drei Masken-Verlag, Berlin 1930.
- Sein Sündenregister. Burleske in drei Akten. Bloch, Berlin OCLC 753665611 OCLC 1018016570

## Drehbücher (Auswahl)
- 1915: Schlemihl
- 1916: Hoffmanns Erzählungen
- 1917: Des Goldes Fluch
- 1928: Liebe im Kuhstall
- 1931: Viktoria und ihr Husar
- 1932: Melodie der Liebe
- 1932: Gräfin Mariza
- 1932: Friederike (auch Regie)

## Theater (Regisseur)
- 1914: Korfiz Holm: Marys großes Herz (Kleines Theater Berlin)
- 1915: Harry Vossberg: Ein kostbares Leben (Kleines Theater Berlin)
- 1916: Fritz Friedmann-Frederich nach Georg Hermann, Bogumil Zepler: Kubinke (Theater des Westens Berlin)
- 1917: Otto Soyka: Geldzauber (Kleines Theater Berlin)
- 1919: Georg Fuchs: Christus (Palast-Theater Berlin)
- 1927: Fritz Friedmann-Frederich: Der Herr von … (Berliner Theater)
- 1928: Franz Lehár: Friederike (Metropol-Theater Berlin)
- 1928: Franz Lehár: Der Graf von Luxemburg (Metropol-Theater Berlin)
- 1929: Jacques Offenbach: Blaubart (Metropol-Theater Berlin)
- 1930: Heinrich Ilgenstein: Der Walzer von heute Nacht (Kleines Theater Berlin)
- 1930: Paul Armont: Madame hat Ausgang (Kleines Theater Berlin)
- 1930: Octave Malin: Der Mann, der schweigt (Kleines Theater Berlin)
- 1930: Carl Millöcker: Der Bettelstudent (Metropol-Theater Berlin)
- 1933: Oscar Straus: Eine Frau, die weiß, was sie will (Metropol-Theater Berlin)